# Saxen, Saxdalen
Saxen är en sjö norr och öster om tätorten Saxdalen i Ludvika kommun i Dalarna. Saxen ingår i Norrströms huvudavrinningsområde och avvattnas genom Ullnäsnoret till Väsman. Sjön har en area på 0,962 kvadratkilometer och ligger 155,1 meter över havet. Vid provfiske har abborre, gädda, löja och mört fångats i sjön.
Södra delen av Saxen utgörs av en nyrestaurerad bad- och rastplats, med utsikt mot Stackarberget på östra sidan. I mitten av sjön finns ett karakteristiskt stenkummel, kallat Storsten.
Tidigare hade Saxen stor betydelse för transport av malm från Saxbergets gruva till Ludvika. Transportleden gick med ångbåtar och malmpråmar från Saxens södra strand över Saxen, genom Ullnäsnoret och över Väsman till Ludvika. All reguljär ångbåtstrafik inom sjösystemet upphörde 1936.

## Delavrinningsområde
Saxen ingår i delavrinningsområde (667306-145440) som SMHI kallar för Utloppet av Saxen. Medelhöjden är 247 meter över havet och ytan är 33,25 kvadratkilometer. Det finns inga avrinningsområden uppströms utan avrinningsområdet är högsta punkten. Ullnäsnoret som avvattnar avrinningsområdet har biflödesordning 4, vilket innebär att vattnet flödar genom totalt 4 vattendrag innan det når havet efter 276 kilometer. Avrinningsområdet består mestadels av skog (75 procent). Avrinningsområdet har 0,96 kvadratkilometer vattenytor vilket ger det en sjöprocent på 2,9 procent. Bebyggelsen i området täcker en yta av 1,67 kvadratkilometer eller 5 procent av avrinningsområdet.

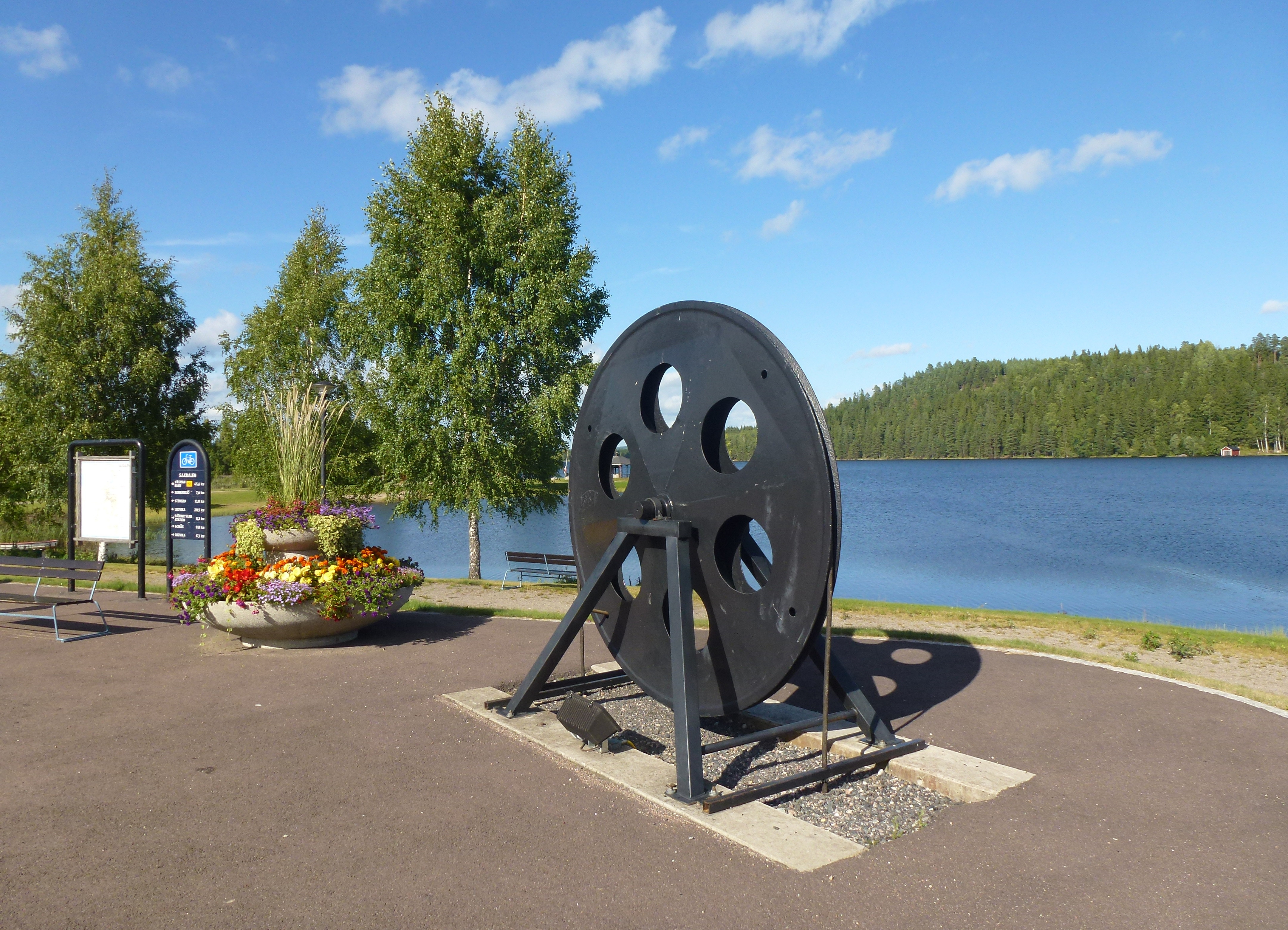
Rastplatsen med minnet över Saxbergsgruvan.
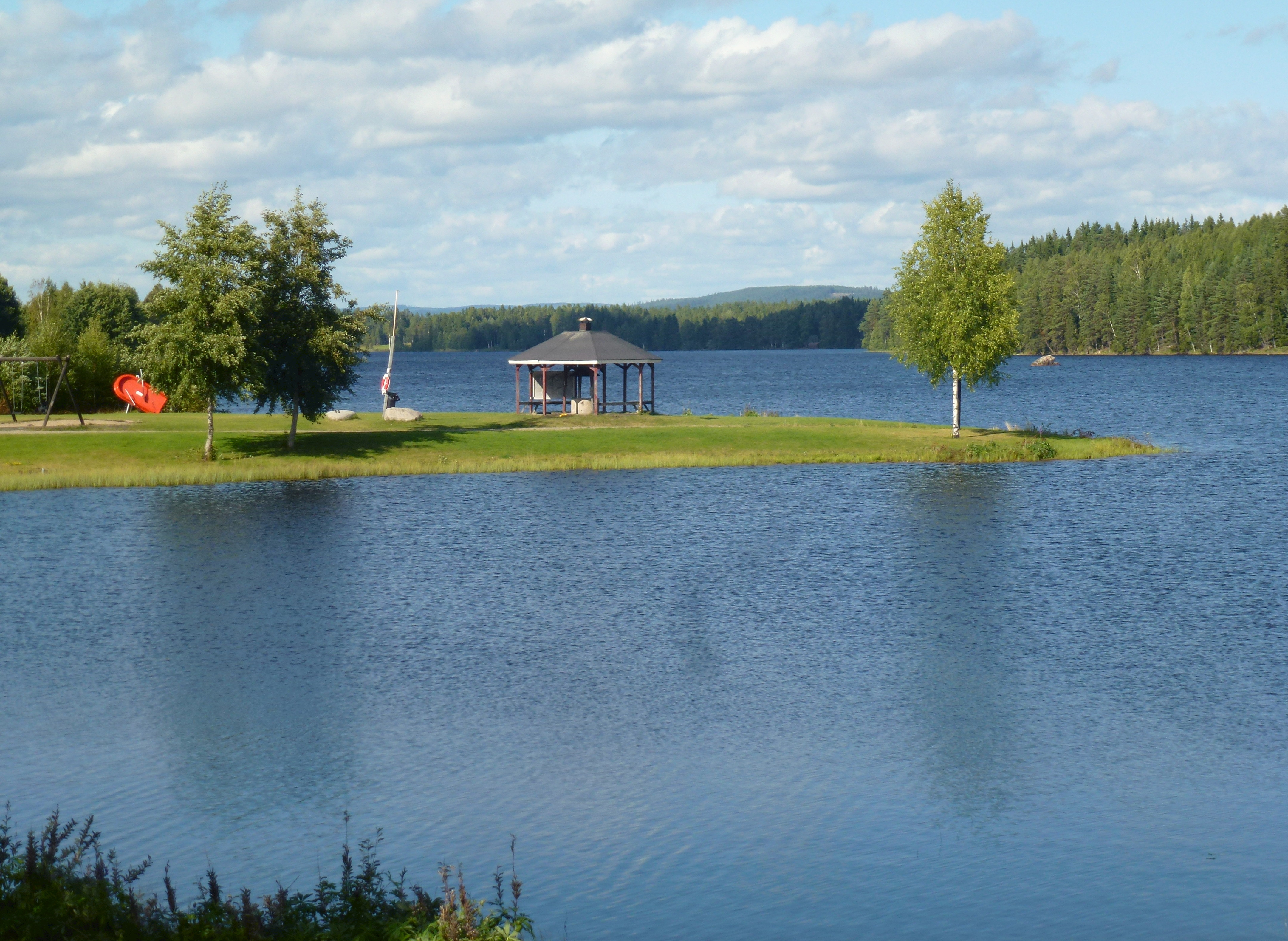
Sjön Saxen mot norr.